# Vuurwerkbeleid in België

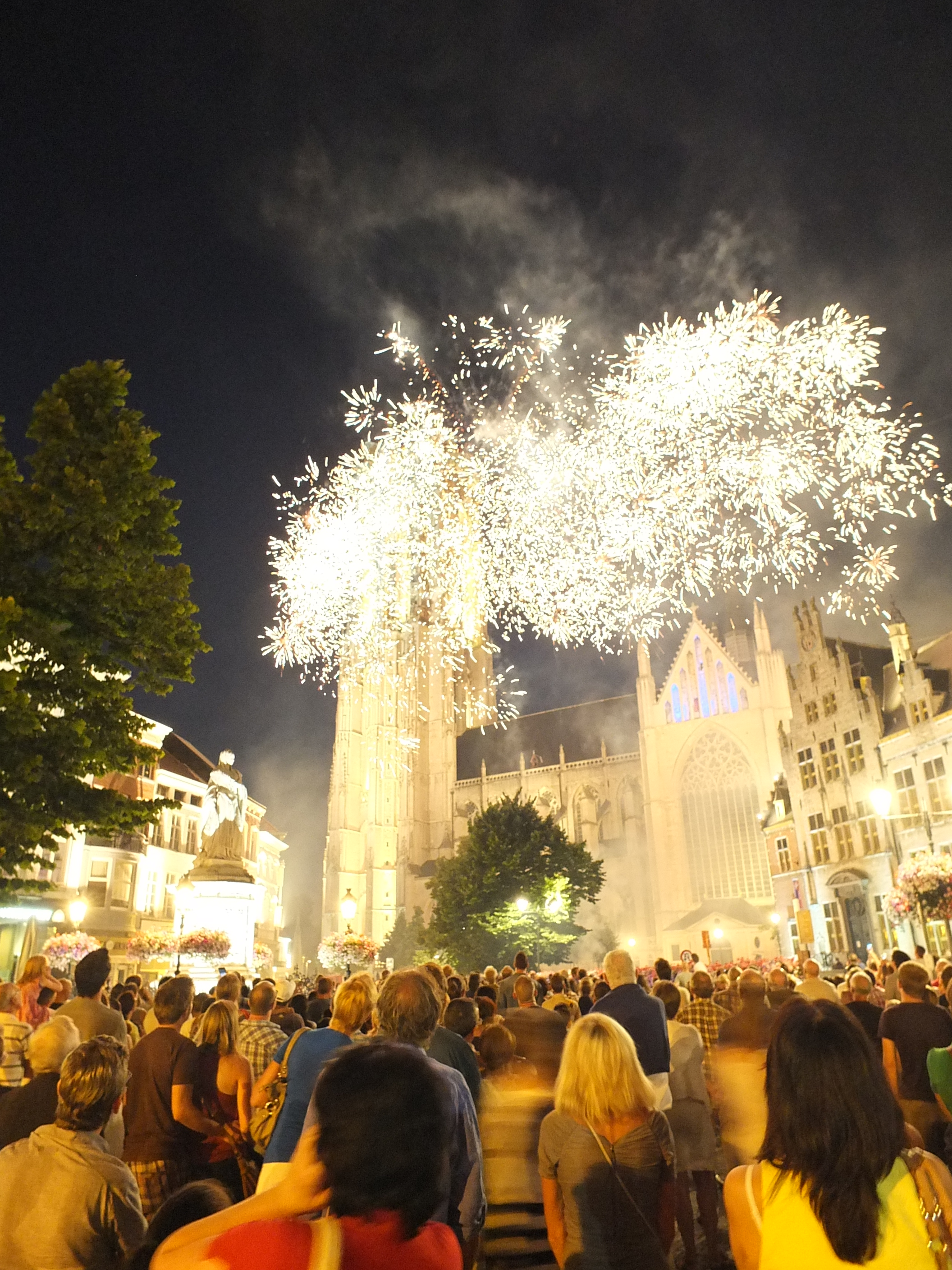
Vuurwerkshow in Mechelen, 21 juli 2013.

Dit artikel behandelt het vuurwerkbeleid in België.
In België bestaat er anno 2017 geen federaal vuurwerkbeleid, al is in 2015 aangekondigd om dit op te stellen. Sinds 5 juli 2017 is categorie F3-vuurwerk niet meer legaal te koop, moet de verkoper de leeftijd van een klant controleren en moet een klant voor categorie F1 12 jaar of ouder zijn en voor categorie F2 16 jaar of ouder. Artikelen van categorie T1 zoals niet-elektrisch aangestoken Bengaals vuur en niet-elektrisch aangestoken rookgeneratoren mogen alleen verkocht worden aan klanten vanaf 18 jaar. De categorie van het vuurwerk met CE-markering moeten vermeld staan op de verpakking. Verkoop op markten en kermissen is verboden. Voor online verkoop wordt gewaarschuwd, vuurwerk mag niet via post of pakketdiensten verzonden worden.
In Vlaanderen gold van mei 2019 tot december 2020 een vuurwerkverbod. Onder het zogenoemde verbod konden alleen de gemeenten nog toestemming geven, maar alleen op bepaalde plaatsen en tijdstippen. Echter werd dit verbod in 2020 door het grondwettelijk hof vernietigd. Sindsdien moet steeds nagevraagd worden of vuurwerk in een bepaalde gemeente of stad toegestaan is en onder welke voorwaarden. In een beperkt aantal gemeenten is vuurwerk rond de jaarwisseling wel toegestaan, maar in de grotere steden zoals Brussel, Antwerpen, Gent, Hasselt, Leuven en Brugge geldt  een verbod. Tijdens de nieuwjaarsnacht zorgt vandalisme met vuurwerk in bepaalde steden voor problemen. Wie illegaal vuurwerk afsteekt kan een GAS-boete opgelegd krijgen.
In veel grote steden worden professionele vuurwerkshows georganiseerd die door tienduizenden mensen worden bijgewoond. in 2020 en 2021 werden omwille van de Coronapandemie geen grote vuurwerkshows georganiseerd. In 2022 was dit terug het geval, maar werd in een aantal steden door winderig weer het vuurwerk afgelast.